# Окружная (станция МЦК)
Окружна́я — остановочный пункт на Малом кольце Московской железной дороги, станция маршрута городского поезда — Московского центрального кольца. Открыта 10 сентября 2016 года вместе с открытием пассажирского движения электропоездов МЦК. Является частью транспортно-пересадочного узла «Окружная».

## Расположение и пересадки
Станция находится в Северном административном округе, на границе Бескудниковского и Тимирязевского районов, между Станционной улицей и Сигнальным проездом, в районе перекрёстка Локомотивного проезда и Станционной улицы. Оборудована турникетами, которые начали действовать 11 октября 2016 года. Для осуществления прохода используются единые транспортные карты московского транспорта, используемые также для проезда в метрополитене и наземном городском транспорте.
Имеется наземная пересадка на одноимённый остановочный пункт пригородных поездов Савёловского направления МЖД (МЦД-1), а также одноимённую станцию на Люблинско-Дмитровской линии. Ведётся строительство транспортно-пересадочного узла для организации пересадки пассажиров между вышеуказанными станциями в тёплом контуре, а также маршрутами наземного городского транспорта.
Несмотря на расстояние более 3 км, возможны пересадки и на станции Московского монорельса «Тимирязевская» и «Улица Милашенкова».

## Технические особенности
Пассажирский остановочный пункт МЦК включает в себя две высокие платформы с полукруглыми навесами — береговую и островную. Береговая платформа однопутная и используется для остановки электропоездов, следующих по часовой стрелке; островная платформа двухпутная, внутренний путь используется для остановки электропоездов, следующих против часовой стрелки. Вход на платформы осуществляется через надземный вестибюль белого цвета, в который интегрированы кассово-турникетные павильоны и пешеходный переход над путями МКМЖД, дающий возможность перейти на противоположную платформу. Расположение турникетов позволяет пользоваться вестибюлем как обычным надземным пешеходным переходом, позволяющим бесплатно перейти со Станционной улицы на Сигнальный проезд и обратно. Вестибюль расположен около железнодорожного путепровода Савёловского направления МЖД, он является первым участком здания ТПУ «Окружная», от него отведена пешеходная галерея, проходящая над Станционной улицей и ведущая к основной части сооружения.

## Платформа
Две платформы бокового типа и два пути.
| Путь | Тип поезда                    | Место назначения | примечания             |
| ---- | ----------------------------- | ---------------- | ---------------------- |
| 1    | Московское центральное кольцо | На Владыкино     | По часовой стрелке     |
| 2    | Московское центральное кольцо | На Лихоборы      | Против часовой стрелки |

## Пассажиропоток
Из 31 станции МЦК Окружная занимает 11-е место по популярности. В 2017 году средний пассажиропоток по входу и выходу составил 21 тыс. чел. в день и 632 тыс. чел. в месяц.

## Наземный общественный транспорт
На этой станции можно пересесть на следующие маршруты городского пассажирского транспорта:
- Автобусы: 154, 194, 238, 282, 477, с482, 524, т36

## Галерея
- Остановка встречных электропоездов ЭС2Г на платформе